# فهرست شهرستان‌های استان قزوین

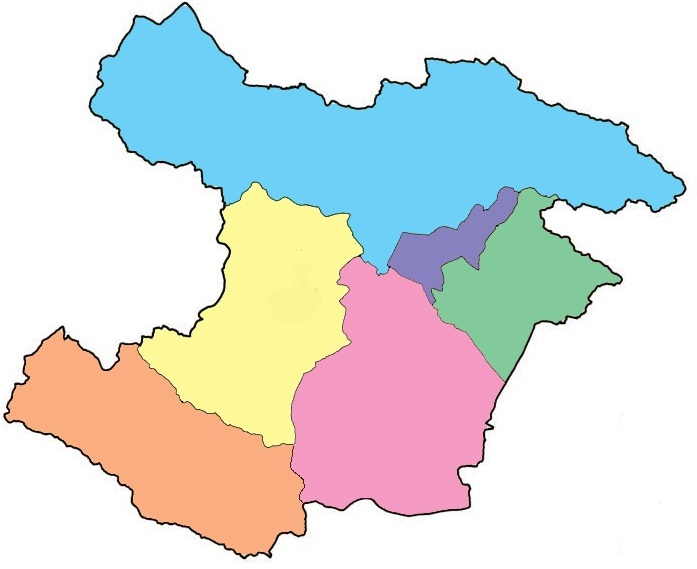
شهرستانهای شش‌گانه استان قزوین

استان قزوین دارای ۶ شهرستان می‌باشد. شهرستان قزوین پرجمعیت‌ترین شهرستان استان است. این استان در سال ۱۳۹۵ دارای ۱۲۷۳۷۶۴ نفر جمعیت بوده است. شهرستانهای استان قزوین بر پایه سرشماری سال‌های ۱۳۹۰ و ۱۳۹۵ خورشیدی بدین شرح است:
| ۱ | قزوین     | قزوین     | ۵۶۶٬۷۷۳ | ۶۵۰۲۳۲ | ۱۳۱۶ | ۵۶۶٬۷۷۳ | ۵۹۶٬۹۳۲ | −۵٫۰۵٪  |
| ۲ | تاکستان   | تاکستان   | ۱۷۲٬۹۴۹ | ۲۱۰۴۶۵ | ۱۳۵۹ | ۱۷۲٬۹۴۹ | ۱۷۲٬۶۳۶ | +۰٫۱۸٪  |
| ۳ | البرز     | البرز     | ۱۰۳٬۲۷۶ | ۲۹۰۰۰۰ | ۱۳۸۳ | ۱۰۳٬۲۶۵ | ۱۴۲٬۸۶۵ | −۲۷٫۷۲٪ |
| ۴ | بوئین‌زهرا | بوئین‌زهرا | ۱۶۴٬۷۲۳ | ۱۴۰۰۰۰ | ۱۳۷۵ | ۱۶۴٬۷۲۳ | ۱۲۲٬۹۹۴ | +۳۳٫۹۳٪ |
| ۵ | آبیک      | آبیک      | ۹۳٬۸۴۴  | ۱۲۰۴۳۵ | ۱۳۸۰ | ۹۳٬۸۴۴  | ۹۴٬۵۳۶  | −۰٫۷۳٪  |
| ۶ | آوج       | آوج       | -       | ۵۰۰۰۰  | ۱۳۹۱ |         |         |         |